# Marcus Wills
Marcus Wills (* 1972 in Kaniva, Victoria) ist ein australischer Maler.

## Leben und Werk
Marcus Wills studierte zwischen 1989 und 1991 am Wimmera Community College of TAFE. Das Studium schloss er 1995 am Victorian College of the Arts als Bachelor of Arts (Fine Art) ab. Er zeigte seine Arbeiten in einer Reihe von Ausstellungen, seit 1992 in Einzelausstellungen in Melbourne. In seinen Gemälden mischt er figurative und realistische Stile. Im Jahr 2000 erhielt er das Reisestipendium Brett Whiteley Travelling Art Scholarship.
Er war mehrfach Finalist in australischen Kunstwettbewerben, so beim Sir John Sulman Prize in den Jahren 2003, 2010 und 2013 und beim Wynne Prize 2010. 2006 gewann er den Archibald Prize mit seinem Gemälde The Paul Juraszek Monolith und war erneut Finalist in den Jahren 2015 (El cabeceo),
2016 (The ersatz (James Batchelor)), 2017 (Antagonist, Protagonist (Thomas M. Wright)), 2018 (Lotte) und 2020 (Requiem (Portrait of Jack Riley)).
Werke von Wills befinden sich in Sammlungen der Art Gallery of Ballarat, der Federation University Australia, der Horsham Art Gallery, der Gold Coast City Gallery sowie in privaten Sammlungen.